# 성경 외 자료에서 확인된 성경 인물 목록
이들은 동시대 자료에서 명확하게 확인된 성경 인물이다. 고대이기는 하지만 동시대 문서가 아닌 곳에서 언급된 성경 인물은 이 목록에서 제외되었다. 즉, 여호아스 비문과 바룩 벤 네리야의 인장과 같이 진위 여부가 불확실한 유물에서 확인되거나, 다윗과 발람은 이 목록에서 제거되었다.

## 구약 성경

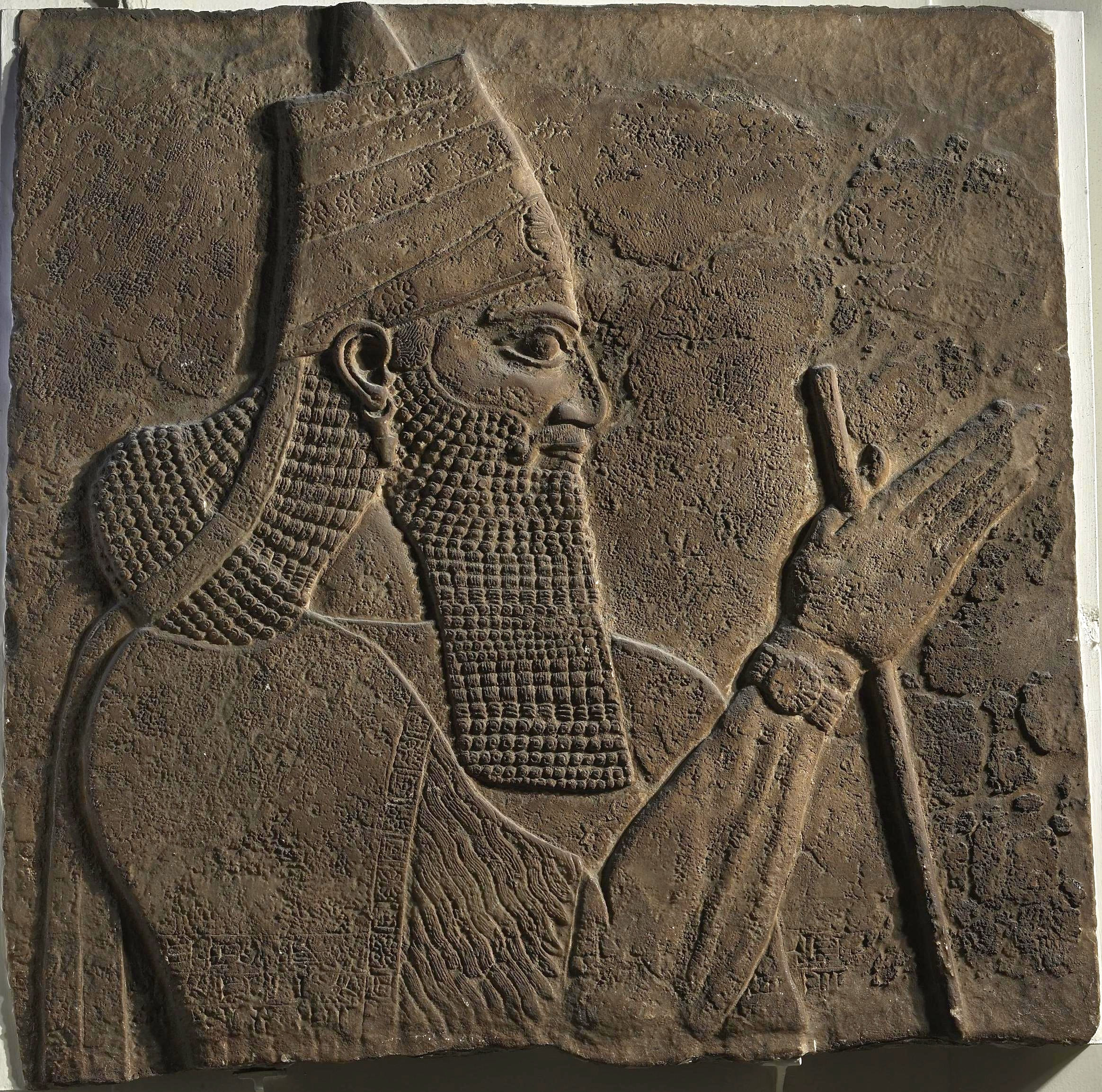
티글라트-필레세르 3세: 그의 궁전 벽에 있던 석비 (대영박물관, 런던).

성서고고학에서 '이스라엘'이라는 이름이 처음 언급된 것은 기원전 13세기로 거슬러 올라가지만 기원전 9세기 이전 이스라엘 민족에 대한 동시대 정보는 극히 드물다. 이후 몇 세기 동안, 대부분 도장과 인장으로 된 소수의 히브리어 현지 문헌들이 성경 인물들을 언급한다. 하지만 바빌론, 아시리아, 이집트와 같은 이웃 왕국의 왕실 비문에서 더 광범위한 정보를 얻을 수 있다.
| 이름                        | 직책                        | 연대 (기원전)            | 증명 및 참고 | 성경 구절                                                                 |
| --------------------------- | --------------------------- | ------------------------ | --- | ------------------------------------------------------------------------- |
| 아드람멜렉                  | 아시리아의 왕자             | fl. 681                  | 성경과 에사르하돈에게 보낸 아시리아 편지(ABL 1091)에서 아버지 센나케립을 살해한 자로 확인되며, 편지에서는 "아르다-물리시"라고 불린다. | 사 37:38, 열왕기하 19:37†                                                 |
| 아합                        | 이스라엘의 왕               | 기원전 874년경 – 853년경 | 샬마네세르 3세의 동시대 쿠르크 모노리스 비문에서 확인되었다. 이 비문은 카르카르 전투를 묘사하며 샬마네세르에게 패배한 "이스라엘 아합의 전차 2천 대, 병사 1만 명"을 언급하지만, 전차의 실제 수는 논란이 있다. | 열왕기상 17, 역대하 18                                                    |
| 아하즈                      | 유다의 왕                   | 기원전 732년경 – 716년경 | 티글라트-필레세르 3세의 동시대 요약 비문에 언급되어 있으며, 그가 "유다의 여호아하즈"로부터 조공을 받았다고 기록되어 있다. 또한 아하즈 자신과 그의 아들 히즈키야에게 속한 왕실 인장에서 확인되었다. | 열왕기하 16, 호 1:1, 미 1:1, 사 1:1                                       |
| 아하지야                    | 유다의 왕                   | 기원전 842년경 – 841년경 | 텔 단 비석은 아람-다마스쿠스 왕 하사엘이 "다윗의 집[의] [... 왕]의 아들 [아하]시아후"를 죽였다고 주장하는 내용을 담고 있으며, 아하시야는 기원전 850-849년경에 통치했다. | 열왕기하 8:26, (열왕기하 9:22–28                                          |
| 아프리에스                  | 이집트의 파라오             | 589–570                  | 호프라라고도 알려져 있으며, 그의 궁전 기둥 머리 부분의 비문을 포함한 수많은 동시대 비문에 이름이 나온다. 헤로도토스는 그의 저서인 역사 2권 161~171장에서 그에 대해 이야기한다. | 렘 44:30†                                                                 |
| 아르타크세르크세스 1세      | 페르시아의 왕               | 465–424                  | 느헤미야기의 "아르타크세르크세스"와 널리 동일시된다. 그는 또한 동시대 역사가 투키디데스의 글에서도 발견된다. 학자들은 에즈라 시대의 왕이 같은 왕이었는지 아니면 아르타크세르크세스 2세였는지에 대해 의견이 나뉜다. | 느헤미야 2:1, 느헤미야 5:14                                               |
| 아슈르바니팔                | 아시리아의 왕               | 668년경 – 627년경        | 일반적으로 에즈라기에 언급된 "위대하고 고귀한 오스나파르"와 동일시된다. 그의 이름은 엘람, 수사, 그리고 다른 나라들에 대한 군사 작전을 묘사하는 그의 기록에 남아 있다. | 즈 4:10†                                                                  |
| 벨사살                      | 바빌론의 공동 섭정          | 기원전 553년경 – 539년   | 아버지 나보니두스에 의해 나보니두스 원통에 언급되었다. 또 다른 바빌론 석판에 따르면, 나보니두스는 장기간 군사 작전을 떠날 때 "왕권을 그에게 위임했다". | 다니엘 5, 다니엘 7:1, 다니엘 8:1                                          |
| 벤-하닷 2세 (하다데제르)    | 아람 다마스쿠스의 왕        | 기원전 865년경 – 842년   | 쿠르크 모노리스에 샬마네세르 3세가 물리쳤다고 주장하는 왕 중 한 명으로 언급되었다. | 열왕기상 20, 열왕기상 22, 열왕기하 8:7                                    |
| 벤하닷 3세                  | 아람 다마스쿠스의 왕        | 8세기 초                 | 자쿠르 비석에 언급되었다. 하사엘의 아들로, 벤-하닷/바르-하닷 2세/3세로 다양하게 불린다. | 열왕기하 13:3, 열왕기하 13:24                                             |
| 키루스 2세                  | 페르시아의 왕               | 559–530                  | 키루스 원통을 비롯한 많은 고대 비문에서 나타난다. 또한 헤로도토스의 역사에도 언급되어 있다. | 이사야 45:1, 다니엘 1:21                                                  |
| 다리우스 1세                | 페르시아의 왕               | 522–486                  | 하깨서, 즈가리야서, 에즈라기에 언급되어 있다. 그는 베히스툰 비문의 저자이다. 그는 또한 헤로도토스의 역사에도 언급되어 있다. | 학 1:1, 즈 5:6                                                            |
| 에사르하돈                  | 아시리아의 왕               | 681–669                  | 그의 이름은 그의 기록뿐만 아니라 그의 아들 아슈르바니팔의 기록에도 남아 있다. | 이사야 37:38, 즈 4:2, 열왕기하 19:37                                      |
| 아멜-마르두크 (에윌-므로닥) | 바빌론의 왕                 | 기원전 562년경 – 560년경 | 그의 이름(아카드어 Amēl-Marduk)과 칭호는 그의 궁전에서 발견된 화병과 여러 쐐기 문자 석판에서 발견되었다. | 열왕기하 25:27, 예레미야 52:31†                                           |
| 하사엘                      | 아람 다마스쿠스의 왕        | 기원전 842년경 – 800년경 | 아시리아의 샬마네세르 3세는 그가 하사엘을 전투에서 물리치고 많은 전차와 말을 빼앗았다고 기록했다. 대다수의 학자들은 하사엘이 텔 단 비석의 저자라고 생각한다. | 열왕기상 19:15, 열왕기하 8:8, 열왕기하 12:18, 아모스 1:4                  |
| 히즈키야                    | 유다의 왕                   | 기원전 715년경 – 686년경 | 센나케립의 기록에 따르면, 그는 예루살렘의 수도에서 "나의 멍에에 복종하지 않은" "유대인 히즈키야"를 포위했다고 기록되어 있다. 또한 히즈키야의 이름과 칭호가 새겨진 인장이 발견되었는데, "아하즈의 아들, 유다 왕 히즈키야에게 속함"이라고 쓰여 있었다.                                                                                | 열왕기하 16:20, 잠언 25:1, 호 1:1, 미 1:1, 사 1:1                         |
| 힐키야                      | 제1성전 예루살렘의 대제사장 | 기원전 7세기경           | 성경 외 자료의 힐키야는 힐키야를 아사랴의 아버지로 명명한 점토 인장과 사제 힐키야의 아들 하난이라고 적힌 인장으로 증명된다. | 열왕기하 22:8, 열왕기하 23:24                                             |
| 호세아                      | 이스라엘의 왕               | 기원전 732년경 – 723년경 | 칼라에서 발견된 그의 연대기에 기록된 바와 같이, 아시리아의 왕 티글라트-필레세르 3세에 의해 권력을 잡았다. | 열왕기하 15:30, 열왕기하 18:1                                             |
| 여호아스                    | 이스라엘의 왕               | 기원전 798년경 – 782년경 | 아시리아의 아다드-니라리 3세의 기록에 "사마리아의 여호아스"로 언급되었다. | 왕하 13:10, 역대하 25:17                                                  |
| 여호야긴                    | 유다의 왕                   | 598–597                  | 네부카드네자르가 예루살렘을 처음 함락한 후 바빌론으로 포로가 되었다. 네부카드네자르의 남궁전 기록에는 "유대인의 왕 여호야긴"(아카드어: Ya'ukin sar Yaudaya)에게 주어진 배급이 기록되어 있다. | 열왕기하 25:14, 예레미야 52:31                                            |
| 이스라엘의 여호람           | 이스라엘의 왕               | 852–841                  | 유다의 아하시야와 함께 텔 단 비문에 언급되었다. 본문의 저자인 하사엘은 아하지야 (유다 왕국)와 "[여호]람"을 죽였다고 주장한다. | 열왕기하 8:12, 열왕기하 3:2                                               |
| 유다의 여호람               | 유다의 왕                   | 기원전 853년경 – 842년경 | 텔 단 비석은 아람-다마스쿠스 왕 하사엘이 "다윗의 집의 [... 왕]의 아들 [아하]시아후"를 죽였다고 주장하는 내용을 담고 있으며, 여호람은 다윗의 집의 왕이자 아하시야의 아버지로 언급되었다. 그의 이름은 조각의 빈칸을 채우기 위해 괄호 안에 있다.                                                                                       | 열왕기하 8:17                                                             |
| 예후                        | 이스라엘의 왕               | 기원전 841년경 – 814년경 | 검은 오벨리스크에 언급되었다. | 열왕기상 19:16, 호 1:4                                                    |
| 여로보암 2세                | 이스라엘의 왕               | 793–753                  | '여로보암의 종 셰마'에게 속한 8세기 인장은 여로보암 2세를 언급한다. | 열왕기하 15:1, 아모스 6:13                                                |
| 요하난                      | 이스라엘의 대제사장         | 기원전 410년경 – 371년경 | 엘레판틴 파피루스의 서신에 언급되었다. | 느헤미야 12:22–23                                                         |
| 요담                        | 유다의 왕                   | 기원전 740년경 – 732년경 | 동시대 점토 인장에 아하즈 왕의 아버지로 확인되었으며, "유다 왕 요담의 아들 아하즈의 것"이라고 쓰여 있었다. | 열왕기하 15:5, 호 1:1, 미 1:1, 사 1:1                                     |
| 므나쎄                      | 유다의 왕                   | 기원전 687년경 – 643년경 | 에사르하돈의 기록에 언급되었으며, 그에게 선물을 가져오고 이집트 정복을 도왔던 왕 중 한 명으로 기록되어 있다. | 열왕기하 20:21, 예레미야 15:4                                             |
| 므나헴                      | 이스라엘의 왕               | 기원전 752년경 – 742년경 | 티글라트-필레세르의 연대기(ANET3 283)는 열왕기서에 언급된 바와 같이 므나헴이 그에게 조공을 바쳤다고 기록한다. | 열왕기하 15:14–23                                                         |
| 메사                        | 모압의 왕                   | fl. 기원전 840년경       | 메사 석비의 저자. | 왕하 3:4†                                                                 |
| 므로닥 발라단               | 바빌론의 왕                 | 722–710                  | 호르사밧에 있는 그의 궁전의 사르곤 2세 대 비문에 이름이 언급되었다. "베로닥 발라단"(아카드어: 마르둑-아플라-이디나)이라고도 불렸다. | 이사야 39:1, 열왕기하 20:12†                                              |
| 네부카드네자르 2세          | 바빌론의 왕                 | 기원전 605년경 – 562년경 | 그가 건설한 이슈타르의 문의 비문을 포함하여 수많은 동시대 자료에 언급되었다. 네부카드네자르(아카드어: Nabû-kudurri-uṣur)라고도 불린다. | 에스겔 26:7, 다니엘 1:1, 열왕기하 24:1                                    |
| 느부사라단                  | 바빌론의 관료               | fl. 기원전 587년경       | 바빌론에서 발견된 이스탄불의 프리즘(No. 7834)에 "주방장"으로 기록되어 있다. | 렘 52:12, 열왕기하 25:8                                                   |
| 느보-사르스김               | 바빌론의 환관장             | fl. 기원전 587년경       | 바빌론 석판에 나부-샤루수-우킨으로 기록되어 있다. | 렘 39:3†                                                                  |
| 네카우 2세                  | 이집트의 파라오             | 기원전 610년경 – 595년경 | 아슈르바니팔의 기록에 언급되었다. | 열왕기하 23:29, 예레미야 46:2                                             |
| 오므리                      | 이스라엘의 왕               | 기원전 880년경 – 874년경 | 메사 석비에 그의 이름과 이름이 밝혀지지 않은 아들 또는 후계자가 함께 언급되었다. 그의 왕조는 아시리아 제국이 이스라엘 왕국을 지칭하는 대명사가 되었다. | 열왕기상 16:16, 미가 6:16                                                 |
| 오소르콘 4세                | 이집트의 파라오             | 기원전 730년경 – 716년   | 오소르콘 4세는 열왕기서에 "이집트의 소 왕"이라는 이름으로 언급되며, 이는 "오소르콘"의 줄임말이다. | 열왕기하 17:4                                                             |
| 베가                        | 이스라엘의 왕               | 기원전 740년경 – 732년경 | 티글라트-필레세르 3세의 연대기에 언급되었다. | 열왕기하 15:25, 이사야 7:1                                                |
| 르신                        | 아람 다마스쿠스의 왕        | 기원전 732년경 사망      | 아시리아의 티글라트-필레세르 3세에게 조공을 바친 아람 다마스쿠스의 마지막 왕. 성경에 따르면, 그는 결국 티글라트-필레세르에 의해 처형되었다. | 열왕기하 16:7–9, 이사야 7:1                                               |
| 산발랏                      | 사마리아의 총독             | fl. 445                  | 예루살렘 성전 벽 재건 중 느헤미야가 직면한 반대 세력의 주요 인물. 산발랏은 엘레판틴 파피루스에 언급되어 있다. | 느헤미야 2:10, 느헤미야 13:28                                             |
| 사르곤 2세                  | 아시리아의 왕               | 722–705                  | 그는 사마리아 성읍을 포위하고 정복하여 수천 명의 포로를 잡았으며, 이는 성경과 그의 왕궁 비문에 기록되어 있다. 하지만 그의 이름은 이 포위전의 성경 기록에는 나타나지 않고, 아슈도드 포위에 대한 언급에서만 나온다. | 사 20:1†                                                                  |
| 센나케립                    | 아시리아의 왕               | 705–681                  | 니네베 근처에서 발견된 여러 비문의 저자. | 열왕기하 18:13, 사 36:1                                                   |
| 샬마네세르 5세              | 아시리아의 왕               | 727–722                  | 님루드에서 발견된 여러 왕실 궁전 무게추에 언급되었다. 다른 비문도 발견되었는데, 그의 것으로 추정되지만 저자의 이름은 부분적으로만 보존되어 있다. | 열왕기하 17:3, 열왕기하 18:9†                                             |
| 셰숑크 1세                  | 이집트의 파라오             | 943–922                  | 거의 모든 학자들이 그를 히브리어 성경의 시삭 왕과 동일시한다. 르호보암 통치 5년째에 일어난 셰숑크/시삭의 침략 기록은 카르나크에서 발견된 셰숑크의 가나안 원정 비문과 일치한다. | 열왕기상 11:40, 열왕기상 14:25†                                           |
| 타하르카                    | 이집트의 파라오, 쿠시의 왕  | 690–664                  | 열왕기서와 이사야서에서는 "쿠시 왕 티르하카"로 불린다. 여러 동시대 자료에서 그를 언급하며, 그의 이름이 새겨진 세 개의 조각상이 니네베에서 발굴되었다. | 이사야 37:9, 열왕기하 19:9†                                               |
| 닷트나이                    | 에베르-나리의 총독          | fl. 520                  | 동시대 바빌론 문서에서 알려져 있다. 그는 다리우스 1세 통치 기간 동안 유프라테스강 서쪽의 페르시아 지방을 통치했다. | 에즈라 5:3, 에즈라 6:13                                                   |
| 티글라트-필레세르 3세       | 아시리아의 왕               | 745–727                  | 열왕기하에서는 "불"이라고도 불린다. 수많은 기록이 그에게 귀속되며, 사말의 왕 바라카브의 비문 등에서 언급되었다. 그는 이스라엘에서 정복한 도시의 주민들을 추방했다. | 열왕기하 15:19, 열왕기하 15:29, 열왕기하 16:7, 열왕기하 16:10, 역대상 5:6 |
| 우찌야                      | 유다의 왕                   | 791–750                  | 우찌야의 이름은 1858년과 1863년에 발견된 두 개의 출처 불명의 상징적인 돌인장에 나타난다. 첫 번째 인장에는 l’byw ‘bd / ‘zyw, 즉 "아비야, 우찌야의 종"이라고 새겨져 있고, 두 번째(뒷면)에는 lšbnyw ‘ / bd ‘zyw, 즉 "슈브나야, 우찌야의 종"이라고 새겨져 있다. 그는 나병에 걸렸고, 그의 통치 기간인 기원전 760년에 큰 지진이 발생했다. | 열왕기하 15:5, (아모스 1:1, NIV)                                          |
| 크세르크세스 1세            | 페르시아의 왕               | 486–465                  | 에즈라기와 에스더서에서는 아하수에로라고 불린다. 크세르크세스는 여러 석판과 기념물을 통해 고고학적으로 알려져 있으며, 특히 페르세폴리스의 "모든 나라의 문"이 유명하다. 그는 또한 헤로도토스의 역사에도 언급되어 있다. | 에스더 1:1, 다니엘 9:1, 에즈라 4:6                                        |

## 제2경전

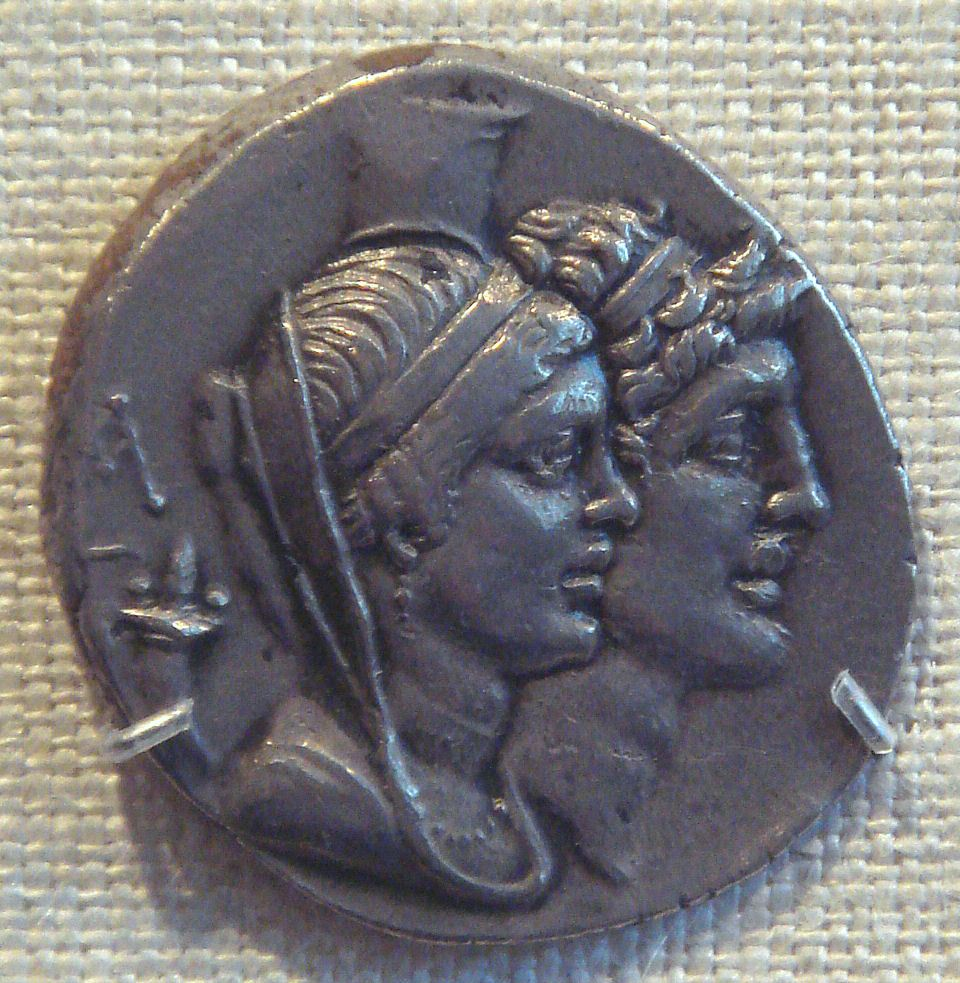
알렉산드로스 발라스와 그의 첫 번째 부인인 클레오파트라 테아

제2경전은 기원전 8세기에서 2세기 사이의 사건을 묘사하지만, 제2경전에 언급된 역사적으로 식별 가능한 인물들은 대부분 셀레우코스 제국의 일부였던 유대에서 마카베오 전쟁 (기원전 167-160년) 시기에 살았다. 통치자들의 이름이 새겨진 주화가 널리 사용되었으며, 그 중 많은 주화에는 셀레우코스 시대의 연도가 새겨져 있어 정확한 연대 측정이 가능했다.
직접적인 정보는 또한 그리스 역사가 폴리비오스 (기원전 200년경 – 118년경)의 역사에서 얻을 수 있는데, 그의 역사는 마카베오서와 같은 시기를 다루며, 그리스 및 바빌론 비문에서도 얻을 수 있다. 플라비우스 요세푸스 또한 그의 유대 고대사 12권에서 마카베오 전쟁을 상세히 논하지만, 마카베오서 1권의 그리스어 버전이 요세푸스의 주요 자료 중 하나였기 때문에, 고대사는 일부 학자들에게 진정한 독립적 확인이라기보다는 순환 참조로 간주된다.
| 이름                          | 직책                                  | 연대 (기원전)                  | 증명 및 참고 | 성경 구절                                                |
| ----------------------------- | ------------------------------------- | ------------------------------ | --- | -------------------------------------------------------- |
| 알렉산드로스 발라스           | 셀레우코스 왕조의 왕을 위한 공식 칭호 | 150–146                        | 안티오코스 에피파네스의 아들을 자처했으며, 마카베오서 1권에도 그렇게 묘사되어 있다. 폴리비오스의 역사에 언급되었다.                                                                                | 마카베오기 상 10:1, 마카베오기 상 11:1                   |
| 알렉산드로스 대왕             | 마케도니아의 왕                       | 336–323                        | 아테네 웅변가 아이스키네스에 의해 언급되었고, 그의 주화에서 확인된다. | 마카베오기 상 1:1, 마카베오기 상 6:2 마카베오기 상 1:10† |
| 안티오코스 3세 메가스         | 아시아의 왕                           | 222–187                        | 동시대 역사가 폴리비오스에 의해 언급되었고, 그의 이름이 새겨진 주화들이 남아 있다. | 마카베오기 상 1:10, 마카베오기 상 8:6                    |
| 안티오코스 4세 에피파네스     | 아시아의 왕                           | 175–164                        | 폴리비오스의 역사와 동시대 주화에서 알려져 있다. | 마카베오기 상 10:1, 마카베오기 하 4:7                    |
| 안티오코스 5세 에우파토르     | 아시아의 왕                           | 163–161                        | 11세 때 이복형 데메트리오스 1세에 의해 처형되었다. 디미의 비문에서 확인되었고, 동시대 주화에서도 확인된다.                                                                                         | 마카베오기 하 2:20, 마카베오기 하 13:1                   |
| 안티오코스 6세 디오니소스     | 아시아의 왕                           | 145–142                        | 아버지가 사망했을 때 매우 어렸기 때문에 명목상으로만 통치했지만, 동시대 주화에서 확인된다. | 마카베오기 상 11:39, 마카베오기 상 12:39                 |
| 안티오코스 7세 시데테스       | 아시아의 왕                           | 138–129                        | 찬탈자 트리폰을 폐위시켰다. 이 시기의 주화에는 그의 이름이 새겨져 있다. | 마카베오기 상 15†                                        |
| 아리아라테스 5세              | 카파도키아의 왕                       | 163–130                        | 폴리비오스에 의해 언급되었다. | 마카베오기 상 15:22†                                     |
| 아르시노에 3세 필로파토르     | 이집트의 여왕                         | 220–204                        | 그녀의 오빠인 프톨레마이오스 4세와 결혼했다. 그들에게 헌정된 여러 동시대 비문이 발견되었다. | 마카베오기 3서 1:1, 마카베오기 3서 1:4†                  |
| 아스티아게스                  | 메디아의 왕                           | 585–550                        | 동시대의 나보니두스 연대기는 전투 중의 반란을 아스티아게스 전복의 원인으로 언급한다. | 벨과 용 1:1†                                             |
| 아탈로스 2세 필라델푸스       | 페르가몬의 왕                         | 160–138                        | 폴리비오스의 기록에서 알려져 있다. | 마카베오기 상 15:22†                                     |
| 클레오파트라 테아             | 아시아의 여왕                         | 126–121                        | 처음에는 알렉산드로스 발라스와 결혼했고, 나중에는 데메트리오스 2세와 안티오코스 7세와 결혼했으며, 데메트리오스의 죽음 이후 단독 통치자가 되었다. 그녀의 이름과 초상화는 그 시대의 주화에 나타난다. | 마카베오기 상 10:57–58†                                  |
| 다리우스 3세                  | 페르시아의 왕                         | 336–330                        | 아케메네스 제국의 마지막 왕으로, 알렉산드로스 대왕에게 패배했다. 사마리아 파피루스에 언급되었다.                                                                                                   | 마카베오기 상 1:1†                                       |
| 데메트리오스 1세 소테르       | 아시아의 왕                           | 161–150                        | 기원전 161년으로 거슬러 올라가는 쐐기 문자 석판에 그가 언급되었고, 데메트리오스와 직접 교류했던 폴리비오스는 그의 역사서에 그를 언급한다.                                                          | 마카베오기 상 7:1, 마카베오기 상 9:1                     |
| 데메트리오스 2세 니카토르     | 아시아의 왕                           | 145–138, 129 – 126             | 안티오코스 6세와 트리폰과 동시에 왕국의 일부를 통치했다. 그는 안티오코스 7세에게 패배했지만, 기원전 129년에 왕좌를 되찾았다. 바빌론 천문 일기에 언급되었다.                                        | 마카베오기 상 11:19, 마카베오기 상 13:34                 |
| 디오도토스 트리폰             | 아시아의 왕                           | 142–138                        | 안티오코스 6세의 사망 이후 왕위를 찬탈했다. 안티오코스 7세가 그의 주화 대부분을 녹였지만, 일부는 오르토시아스에서 발견되었다.                                                                      | 마카베오기 상 11:39, 마카베오기 상 12:39                 |
| 에우메네스 2세 소테르         | 페르가몬의 왕                         | 197–159                        | 그의 편지 중 여러 개가 남아 있고, 폴리비오스에 의해 언급되었다. | 마카베오기 상 8:8†                                       |
| 헬리오도루스                  | 셀레우코스 사절                       | fl. 178                        | 동시대 비문에서 확인되었다. | 마카베오기 하 3:7, 마카베오기 하 5:18                    |
| 미트리다테스 1세              | 파르티아의 왕                         | 165–132                        | 아르사케스라고도 불렸다. 그는 바빌론 천문 일기에 기록된 바와 같이 데메트리오스 2세를 사로잡았다.                                                                                                   | 마카베오기 상 14:2–3, 마카베오기 상 15:22†               |
| 페르세우스                    | 마케도니아의 왕                       | 179–168                        | 필리포스 5세의 아들. 폴리비오스에 의해 언급되었고, 그의 주화에서 확인된다. | 마카베오기 상 8:5†                                       |
| 필리포스 2세                  | 마케도니아의 왕                       | 359–336                        | 알렉산드로스 대왕의 아버지. 동시대 주화와 아이스키네스의 언급에서 알려져 있다. | 마카베오기 상 1:1, 마카베오기 상 6:2†                    |
| 필리포스 5세                  | 마케도니아의 왕                       | 221–179                        | 그의 이름은 그의 주화와 폴리비오스의 역사에 나타난다. | 마카베오기 상 8:5†                                       |
| 프톨레마이오스 4세 필로파토르 | 이집트의 왕                           | 221–204                        | 그의 아내이자 누이인 아르시노에 3세와 함께 시리아와 페니키아의 동시대 비문에 언급되었다. | 마카베오기 3서 1:1, 마카베오기 3서 3:12                  |
| 프톨레마이오스 6세            | 이집트의 왕                           | 180–145                        | 고대 비문에 언급되었고, 폴리비오스에 의해 언급되었다. | 마카베오기 상 1:18, 마카베오기 하 9:29                   |
| 시몬 2세                      | 이스라엘의 대제사장                   | 기원전 3세기 후반 – 2세기 초반 | 예루살렘 성전 보수 및 강화에 기여한 것으로 집회서에서 칭송받으며, 요세푸스의 고대사에도 짧게 언급되어 있다.                                                                                        | 마카베오기 3서 2:1, 집회서 50:1, 집회서 50:20 †          |

## 신약성경

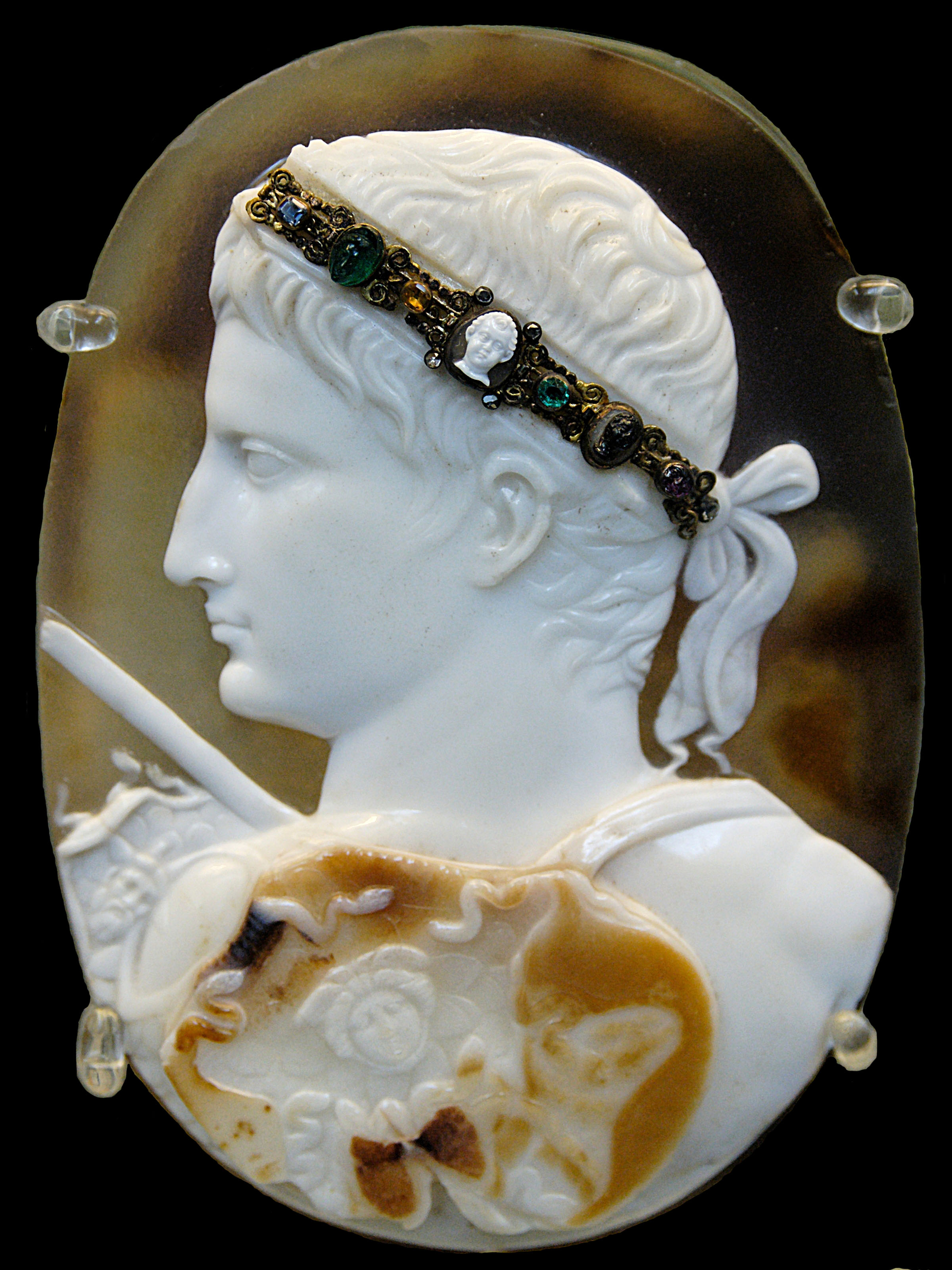
블라카스 카메오 (기원후 20–50년) 로마 황제 아우구스투스 묘사

단연코 서기 1세기 유대 역사에 대한 가장 중요하고 상세한 자료는 유대 역사가 플라비우스 요세푸스 (37년경 – 100년경)의 저작이다. 이 책들은 신약성경에 나오는 많은 저명한 정치 인물들을 언급하며, 기독교 출현의 역사적 배경을 이해하는 데 결정적이다. 요세푸스는 또한 예수와 세례자 요한의 처형을 언급하지만, 그는 둘 중 누구의 동시대인도 아니었다. 요세푸스 외에 일부 신약성경 인물에 대한 정보는 타키투스와 수에토니우스와 같은 로마 역사가들과 고대 주화 및 비문에서 나온다.

### 복음서에 언급된 인물들
| 이름                             | 직책                                 | 증명 및 참고 | 성경 구절                                    |
| -------------------------------- | ------------------------------------ | --- | -------------------------------------------- |
| 아우구스투스                     | 로마의 황제                          | 기원전 27년부터 기원후 14년까지 통치했으며, 이 기간 동안 예수가 태어났다. 그는 많은 건물, 주화, 기념물을 남겼으며, 장례 비문에는 자신의 삶과 업적을 묘사했다. 그의 삶은 여러 고대 로마 역사가들에 의해 상세히 묘사되어 있다. | 루가 2:1†                                    |
| 가야파                           | 이스라엘의 대제사장                  | 요세푸스의 유대 고대사에 언급되었다. 1990년, 인부들은 예루살렘의 아부 토르 지구 남쪽에 있는 평화의 숲에서 도로를 포장하던 중 화려한 석회암 유골함을 발견했다. 이 유골함은 가야파 유골함이라고 불리며 고령 남성의 유해가 들어 있었고, 고고학자들에 의해 진품으로 선언되었다. 옆면에 아람어 비문이 "가야파의 아들 요셉"이라고 읽히는 것으로 여겨졌으며, 이를 바탕으로 고령 남성의 유해가 대제사장 가야파의 것으로 간주되었다. 2011년, 바르일란 대학교의 고고학자들은 도난당한 유골함을 회수했다고 발표했다. 이 유골함에는 "베트 임리 출신 마아지아의 사제, 가야파의 아들 예수아의 딸 미리암"이라는 문구가 새겨져 있다. | 요한 18:13 요한 11:49 루 3:2                 |
| 헤로데 안티파스                  | 갈릴래아와 페레아의 분봉왕           | 헤로데 1세의 아들. 유대 고대사와 유대 전쟁에 언급되었다. 마르코, 마태오, 루가 그리고 요세푸스는 그가 세례자 요한을 죽였다고 기록한다. | 마르코 6:17, 마태오 14:9–10, 루가 9:9        |
| 헤로데 아르켈라오스              | 유대, 사마리아, 에돔의 민족장        | 헤로데 1세의 아들. 플라비우스 요세푸스의 기록과 동시대 주화를 통해 알려져 있다. | 마태오 2:22                                  |
| 헤로데 1세                       | 유대의 왕                            | 그의 친구인 역사가 니콜라오스 다마스쿠스와 요세푸스의 유대 고대사에 언급되었다. 그의 이름은 동시대 유대 주화에서도 발견된다. | 마 2:1, 루가 1:5                             |
| 헤로디아                         | 헤로데 공주                          | 헤로데 안티파스의 아내. 공관복음서에 따르면, 그녀는 이전에 안티파스의 형제 빌립과 결혼했었는데, 그가 헤로데 필리포스인 것으로 보인다. 그러나 요세푸스는 그녀의 첫 남편이 헤로데 2세였다고 기록한다. 많은 학자들은 이를 모순으로 보지만, 일부는 헤로데 2세도 빌립이라고 불렸을 수 있다고 제안한다. | 마태오 14:3, 마르코 6:17                     |
| 의로운 야고보                    | 예루살렘의 주교이자 예수의 친척      | 예수의 형제(또는 이복형제 또는 사촌, 해석에 따라 다름)이자 초대 예루살렘 주교. 그는 요세푸스의 유대 고대사에 언급되어 있는데, 그에 따르면 그는 대제사장 아나누스 벤 아나누스의 명령으로 체포되어 돌에 맞아 죽었다. 아나누스의 결정은 로마 총독 루케이우스 알비누스와 지역 왕 헤로데 아그리파 2세를 분노케 했고, 이로 인해 아나누스는 직위에서 해임되었다. | 마르코 6:3, 마태오 13:55–56, 갈라디아 1:19   |
| 나자렛의 예수                    | 유대인 순회 설교자이자 마리아의 아들 | 기독교의 이름이 된 인물. 그는 바리새파와 갈등을 빚은 유대인 순회 설교자였다. 유대 당국은 그를 체포하여 로마 총독 폰티우스 필라투스에게 넘겼고, 필라투스는 그를 십자가에 못 박았다. 예수는 요세푸스의 고대사와 타키투스의 연대기에 언급되어 있다. 또한 수에토니우스의 황제전에 '크레스토'에 대한 언급이 있는데, 이는 아마도 역사적 나자렛 예수일 것이다. | 마태오 1:1, 마르코 1:1, 루가 1:31, 요한 1:17 |
| 세례자 요한                      | 유대인 순회 설교자                   | 예수에게 세례를 주었던 것으로 알려진 유대인 순회 설교자. 그는 요세푸스의 고대사에 언급되어 있으며, 그에 따르면 그는 갈릴래아의 민족장 헤로데 안티파스의 명령으로 체포되어 처형되었다. | 네 복음서 모두                               |
| 필립보                           | 히에라폴리스의 주교                  | 2011년 7월 27일 수요일, 터키 통신사 아나돌루는 고고학자들이 터키 도시 데니즐리 근처 히에라폴리스 발굴 중 프로젝트 책임자가 성 필립보의 무덤이라고 주장하는 무덤을 발견했다고 보도했다. 이탈리아 고고학자 프란체스코 단드리아 교수는 과학자들이 새로 드러난 교회 안에서 무덤을 발견했다고 밝혔다. 그는 무덤의 디자인과 벽에 새겨진 글씨가 이 무덤이 순교한 예수의 사도에게 속한다는 것을 확실히 증명한다고 말했다. | 요한 12:21 요한 1:43                         |
| 헤로데 필리포스                  | 이투레아와 트라코니티스의 분봉왕     | 요세푸스는 그가 아버지의 왕국을 형제인 헤로데 안티파스와 헤로데 아르켈라오스와 나누어 통치했다고 기록한다. 그의 이름과 칭호는 이 시기의 주화에 나타난다. | 루 3:1                                       |
| 폰티우스 필라투스                | 유대의 총독                          | 그는 예수의 처형을 명령했다. 그의 이름과 칭호가 새겨진 돌 비문이 발견되었다: "[포]티우스 필라투스, [프라에]펙투스 유대[아]에"(유대의 총독 폰티우스 필라투스). 빌라도 비문을 참조. 그는 동시대인 알렉산드리아의 필론의 '가이우스에게 보내는 사절단', 요세푸스의 '유대 전쟁'과 '고대사', 그리고 타키투스의 '연대기'에 언급되어 있다. | 마 27:2, 요한 19:15–16                       |
| 푸블리우스 술피키우스 퀴리니우스 | 시리아의 총독                        | 루가와 요세푸스가 보고한 바와 같이 시리아를 통치하면서 인구 조사를 실시했으며, 그 밑에서 복무했던 퀸투스 아이밀리우스 세쿤두스의 무덤 비문에 의해 확인되었다. 그는 요세푸스의 '고대사'와 타키투스의 '연대기'에 언급되어 있다. | 루가 2:2                                     |
| 살로메                           | 헤로데 공주                          | 헤로디아의 딸. 복음서에는 이름이 언급되지 않고 '헤로디아의 딸'로 지칭되지만, 일반적으로 요세푸스의 고대사에 언급된 헤로디아의 딸 살로메와 동일시된다. | 마태오 14:6, 마르코 6:22                     |
| 시몬 베드로                      | 베드로                               | 예수의 저명한 사도이자 초대 로마 주교. 그는 안티오키아의 이그나티오스의 로마인들에게 보낸 편지와 스미르나인들에게 보낸 편지, 그리고 클레멘스의 고린도인들에게 보낸 첫 번째 서한에 언급되어 있으며, 클레멘스는 또한 베드로가 순교했으며 동방과 극서에서 설교했다고 말한다. | 마 4:18–20, 마 16                            |
| 티베리우스                       | 로마 황제                            | 많은 비문과 로마 주화에 이름이 새겨져 있다. 다른 기록들 중에서도 그의 업적 중 일부는 동시대 역사가 벨레이우스 (기원후 31년경 사망)에 의해 묘사되어 있다. | 루 3:1                                       |

### 복음서 외 신약성경에 언급된 인물들
| 이름                                  | 직책                                     | 증명 및 참고 | 성경 구절                      |
| ------------------------------------- | ---------------------------------------- | --- | ------------------------------ |
| 아나니아                              | 이스라엘의 대제사장                      | 그는 요세푸스의 기록에 따르면 기원후 47년경부터 59년까지 직책을 맡았으며, 바울의 재판을 주재했다. | 사도행전 23:2, 사도행전 24:1†  |
| 안토니우스 펠릭스                     | 유대 총독                                | 역사가 요세푸스, 수에토니우스, 타키투스에 의해 언급되었다. 그는 서기 58년경 사도 바울로를 투옥했으며, 2년 후 포르키우스 페스투스가 그를 대신했다. | 사도행전 23:24, 사도행전 25:14 |
| 아폴로                                |                                          | 바울로와 클레멘스 모두 그가 고린토의 그리스도인이었음을 확인했다. | 고린도전서 3:6                 |
| 아레타스 4세 필로파트리스             | 나바테아인의 왕                          | 바울로에 따르면, 다마스쿠스의 아레타스 총독이 그를 체포하려 했다. 요세푸스의 언급 외에도, 그의 이름은 여러 동시대 비문과 수많은 주화에서 발견된다. | 고린도후서 11:32†              |
| 베레니케                              | 헤로데 공주                              | 헤로데 아그리파 1세의 딸. 그녀는 오빠인 헤로데 아그리파 2세와 거의 동등한 권력을 가졌던 것으로 보이며(요세푸스에 따르면 그와 근친상간 관계라는 소문이 돌았다고 한다), 실제로 타키투스의 역사에는 베레니케 여왕으로 불린다.                                      | 사도행전 25:23, 사도행전 26:30 |
| 클라우디우스                          | 로마의 황제                              | 다른 로마 황제들과 마찬가지로 그의 이름은 수많은 주화와 로마의 마조레 문과 같은 기념물에서 발견된다. | 사도행전 11:28, 사도행전 18:2† |
| 드루실라                              | 헤로데 공주                              | 사도행전과 요세푸스의 고대사에 따르면, 안토니우스 펠릭스와 결혼했다. | 사도행전 24:24†                |
| 루키우스 유니우스 갈리오 안나이아누스 | 아하이아현의 총독                        | 그의 형제인 세네카는 그의 루킬리우스 주니어에게 보내는 편지에서 그를 언급한다. 델포이에서는 기원후 52년으로 거슬러 올라가는 비문이 발견되었는데, 이 비문은 클라우디우스 황제의 편지를 기록하고 있으며, 이 편지에서도 갈리오는 총독으로 언급되어 있다.           | 사도행전 18:12–17†             |
| 가마리엘                              | 산헤드린의 랍비                          | 그는 플라비우스 요세푸스의 자서전에서 시몬의 아버지로 명명되었다. 탈무드에서는 그가 산헤드린의 저명한 구성원으로도 묘사되어 있다. | 사도행전 5:34, 사도행전 22:3†  |
| 헤로데 아그리파 1세                   | 유대의 왕                                | 루가는 그의 이름을 헤로데로, 요세푸스는 아그리파로 기록하지만, 두 저자가 그의 죽음에 대해 제공하는 기록은 매우 유사하여 일반적으로 동일 인물을 지칭하는 것으로 받아들여진다. 따라서 많은 현대 학자들은 그를 헤로데 아그리파 (1세)라고 부른다.                   | 사도행전 12:1, 사도행전 12:21  |
| 헤로데 아그리파 2세                   | 유대의 왕                                | 그는 누이인 베레니케와 함께 통치했다. 요세푸스는 그의 고대사에서 그에 대해 기록하며, 그의 이름은 동시대 유대 주화에 새겨져 있다. | 사도행전 25:23, 사도행전 26:1  |
| 갈릴래아의 유다                       | 갈릴래아의 반군 지도자                   | 유대 반란의 지도자. 사도행전과 요세푸스 모두 그가 과세 시기에 일으킨 반란에 대해 이야기한다. | 사도행전 5:37†                 |
| 네로                                  | 로마 황제                                | 동시대 주화에 묘사되어 있다. | 묵 13:18, 데살로니가후서 2:3†  |
| 사도 바울로                           | 그리스도교 사도                          | 안티오키아의 이그나티오스의 로마인들에게 보낸 편지와 에페소인들에게 보낸 편지, 폴리카르포스의 필리피인들에게 보낸 편지, 그리고 클레멘스의 고린도인들에게 보낸 편지에 언급되어 있으며, 클레멘스는 또한 바울로가 순교를 겪었고 동방과 극서에서 설교했다고 말한다. | 갈 1, 고전 1                   |
| 포르키우스 페스투스                   | 유대 총독                                | 요세푸스와 사도행전에 기록된 바와 같이 안토니우스 펠릭스의 뒤를 이었다. | 사도행전 24:27, 사도행전 26:25 |
| 아마니토레                            | 메로에족 쿠시 왕국의 칸다케              | 그녀의 기념물, 피라미드 및 기념비적인 묘사를 통해 알려져 있다. | 사도행전 8:27                  |
| 에피쿠로스                            | 그리스 철학자, 에피쿠로스 학파의 창시자. | 여러 비문과 그의 추종자들의 동시대 저작을 통해 알려져 있다. | 사도행전 17:18                 |

## 잠정적으로 확인된 인물
다음은 이름과 자격이 일치하는 동시대 자료에서 잠정적이지만 가능성이 있는 확인이 발견된 성경 인물들이다. 그러나 이름의 우연한 일치 가능성을 배제할 수는 없다.

### 히브리어 성경 (원경전 구약성경)

에드윈 R. 틸레의 연대기에 따른 이스라엘과 유다 왕들의 연대표. 동시대 성경 외 자료에서 알려진 왕들은 노란색으로 강조되어 있다. 잠정적으로 확인된 왕들은 주황색으로 강조되어 있다.

- 즈가리야의 족보에 언급된 선지자 스바니야의 조상, 히즈키야의 아들 아마리야(스바니야 1:1). 기원전 8세기 후반에서 7세기 초반으로 추정되는 "[왕의 아들] 아마랴후의 것"이라고 새겨진 인장은 그를 가리킬 수 있다.[183]
- 아사야, 요시아 왕의 종 (열왕기하 22:12). 왕의 종 아사야후라는 글귀가 새겨진 인장은 아마도 그의 소유였을 것이다.[184]
- 메술람의 아들 아잘리아, 예루살렘 성전의 서기관: 열왕기하 22:3과 역대하 34:8에 언급됨. "메술람의 아들 아잘리아후의 것"이라는 인장은 고고학자 나흐만 아비가드에 따르면 그의 것일 가능성이 높다.[185]
- 힐키야의 아들 아사랴이자 에즈라의 할아버지: 역대기 상 6:13,14; 9:11과 에즈라 7:1에 언급됨. 힐키야의 아들 아사랴라는 인장은 Tsvi Schneider에 따르면 그의 것일 가능성이 높다.[36]
- 바알리스 암몬 왕은 예레미야 40:14에 언급된다. 1984년, 요르단 텔 엘-우메이리에서 기원전 600년경으로 추정되는 암몬 인장이 발굴되었는데, 이 인장에는 "바알리샤의 종 밀코모르의 것"이라고 새겨져 있다. '바알리샤'가 성경의 바알리스와 동일할 가능성이 높지만,[186] 그 이름의 암몬 왕이 한 명뿐이었는지는 현재로서는 알려져 있지 않다.[187]
- 벤하닷 1세는 윌리엄 F. 올브라이트에 의해 멜카르트 비석에 언급된 "바르-하닷, [...의 아들], 아람 왕"과 동일시되었다.[188] 그러나 케네스 키친과 같은 다른 학자들은[189] 비석의 비문이 손상되었고 이 결론을 뒷받침할 외부 증거가 없다는 이유로 이러한 동일시를 반박한다.
- 다윗, 또는 더 정확하게는 그의 왕실은 텔 단 비석에 언급되어 있으며, 아하시야에 대한 위 항목을 참조하라.
- 페르시아의 다리우스 2세는 동시대 역사가 크세노폰의 저서[190], 엘레판틴 파피루스[43] 및 기타 자료에서 언급된다. 느헤미야 12:22에 언급된 '페르시아의 다리우스'는 아마도 다리우스 2세일 것이지만, 일부 학자들은 그를 다리우스 1세 또는 다리우스 3세와 동일시한다.[191][192]
- 아히감의 아들 그다랴, 유다의 총독. '집을 다스리는 그다랴'라는 이름이 새겨진 인장은 보통 아히감의 아들 그다랴와 동일시된다.[193]
- 파스훌의 아들 그다랴, 예레미야의 반대자. 그의 이름이 새겨진 인장이 다윗성에서 발견되었다.[194]
- 스반의 아들 그마랴, 서기관 스반의 아들. "스반의 아들 그마랴후에게"라는 글귀가 새겨진 인장이 발견되었다. 이는 예레미야 36:10,12에 언급된 "서기관 스반의 아들 그마랴"와 동일 인물일 수 있다.[195]
- 아랍인 게셈 (구샴), 느헤미야 6:1,6에 언급된 그는 데단과 텔 엘-마스쿠타 (수에즈 운하 근처)의 두 비문에서 발견된 케다르 왕 구샴과 동일 인물일 가능성이 높다.[196]
- 이사야, 2018년 2월 고고학자 에일랏 마자르는 그녀와 그녀의 팀이 예루살렘 성전산 남쪽 오펠 발굴지에서 "[~에게 속함] 이사야 nvy"(재구성하여 "[선지자] 이사야에게 속함"으로 읽을 수 있음)라고 쓰인 작은 인장 흔적을 발견했다고 발표했다.[197] 이 작은 인장은 2015년에 같은 팀이 "[유다 왕 히즈키야]에게 속함"이라는 문구가 새겨진 온전한 인장을 발견한 곳에서 "불과 10피트 떨어진" 곳에서 발견되었다.[198] 고대 히브리 문자로 새겨진 "이사야"라는 이름은 분명하지만, 인장 왼쪽 아래 부분의 손상으로 인해 "선지자"라는 단어나 일반적인 히브리어 이름 "나비"를 확인할 수 없어서, 이 인장이 정말 선지자 이사야의 것인지에 대한 의구심을 남긴다.[199]
- 셀레미야의 아들 여후갈, 예레미야의 반대자. 고고학자들이 그의 이름이 새겨진 인장을 발굴했지만,[200] 일부 학자들은 그 인장의 연대를 예레미야 시대와 일치시키는 것에 의문을 제기한다.
- 여라흐멜, 유다의 왕자. 그의 이름이 새겨진 인장이 발견되었다.[201]
- 이제벨, 이스라엘 왕 아합의 아내. 그녀의 이름이 새겨져 있을 수 있는 인장이 발견되었으나, 성경의 이제벨과의 연대 및 동일시 여부는 학자들 사이에서 논쟁의 대상이다.[202]
- 요시아, 유다의 왕. 그의 아들 엘리아십의 것으로 추정되는 세 개의 인장이 발견되었다.[203]
- 나단멜렉, 열왕기하 23:11 (KJV)에 나오는 요시아의 관료 중 한 명. 기원전 7세기 중반 또는 6세기 초반으로 거슬러 올라가는 점토 인장이 2019년 3월 예루살렘의 다윗 성 지역에서 기바티 주차장 발굴 중 발견되었는데, 이 인장에는 "(~에 속함) 나단멜렉, 왕의 종"이라고 새겨져 있다.[204][205]
- 네르갈-사레세르, 바빌론의 왕은 아마도 예레미야 39:3, 13에 언급된 네부카드네자르 2세의 관리와 동일 인물일 것이다.[148] 그의 시리아 전쟁 기록은 '신바빌로니아 연대기 문서'의 석판에서 발견되었다.[206]
- 스라야는 네리야의 아들이다. 그는 바룩의 형제였다. 나흐만 아비가드는 그를 "세리아후/네리야후에게"라는 이름이 새겨진 인장의 주인으로 확인했다.[36]

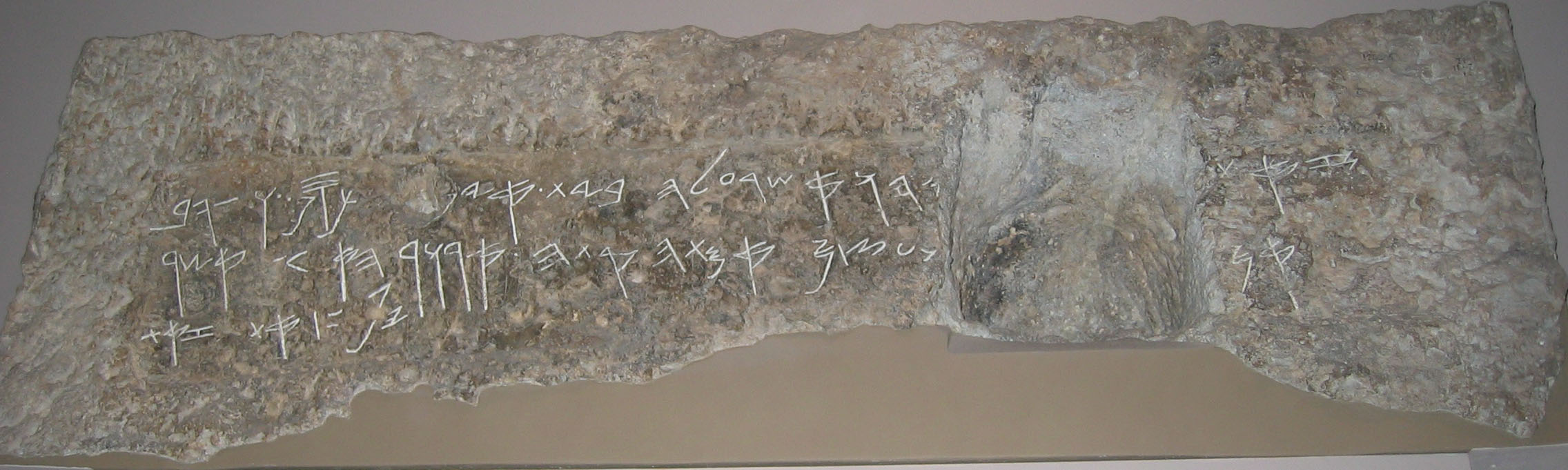
이른바 솁나 상인방

- 솁나 (또는 세바냐), 히즈키야의 왕실 집사: 이른바 솁나 상인방에는 이름의 마지막 두 글자 (hw)만 남아 있지만, 그의 직책("왕궁 관리")과 서체로 나타난 연대가 많은 학자들로 하여금 그 인물이 솁나를 지칭한다고 보게 만들었다.[207]
- 스헬로밋, 역대상 3:19의 족보에 언급된 즈루빠벨의 딸. 그녀는 "총독 엘나단의 여종 스헬로밋에게 속함"이라고 새겨진 인장의 주인과 동일시되었다.[208]
- 토우/토이, 하맛의 왕. 여러 학자들은 사무엘하 8:9과 역대상 18:9에 언급된 토우/토이가 북시리아에서 발견된 비문에서 알려진 '팔리스틴'의 왕 '타이타'와 동일 인물이라고 주장했다.[209][210] 그러나 다른 학자들은 언어 분석과 타이타 왕의 불확실한 연대를 근거로 이러한 동일시에 이의를 제기했다.[211]
- 하나니야의 아들 시드키야(예레미야 36:12). "하나니의 아들 시드키야"라는 인장이 발견되었으며, 동일시될 가능성이 있지만 불확실하다.[212]

### 제2경전 또는 성경 외경
- 아히카르, 틀:토빗와 아람어 아히카르 이야기에 언급된 현자.[213]:148 우루크 (와르카)에서 기원전 2세기로 거슬러 올라가는 후기 바빌론 쐐기 문자 석판에 에사르하돈(기원전 7세기) 시대의 아람어 현자 아후아카르가 언급되어 있다.[213]:148–150 센나케립과 에사르하돈 시대의 쐐기 문자 본문에도 아히-야카르라는 이름의 한 명 이상의 인물에 대한 언급이 있지만, 이 인물(또는 인물들)을 현자 아히카르와 동일시하는 것은 불확실하다.[213]:144–145
- 아레타스 1세, 나바테아인의 왕 (fl. 기원전 169년경), 틀:마카베오기 하에 언급됨. 엘루사의 비문에서 언급될 가능성이 있다.[214]

### 신약성경
- 키레네의 시몬의 아들 알렉산더(마르코 15:21): 1941년 E. L. 수케니크에 의해 발견된 키드론 계곡의 서기 70년 이전으로 거슬러 올라가는 키레네 유대인들의 매장 동굴에서 "시몬의 아들 알렉산더"라고 그리스어로 두 번 새겨진 유골함이 발견되었다. 그러나 이것이 동일 인물을 가리키는지는 확실하지 않다.[215][216]
- '이집트인', 사도행전 21:38에 따르면 반란을 선동한 사람으로, 요세푸스에 의해서도 언급되는 것으로 보이지만, 이 동일시 여부는 불확실하다.[217][218]
- 코린토스의 에라스토: 1929년 코린토 극장 북동쪽 포장된 지역 근처에서 에라스토를 언급하는 비문이 발견되었는데, 1세기 중반으로 거슬러 올라가며 "에라스토는 그의 조영관직에 대한 보답으로 자신의 비용으로 포장했다"고 쓰여 있다.[219] 일부 신약성경 학자들은 이 조영관 에라스토를 로마서에 언급된 에라스토와 동일시했지만, 다른 학자들은 이를 반박한다.[220]
- 쿠자의 아내 요안나: "대제사장 테오필로스의 손녀 요한나"라는 문구가 새겨진 유골함이 발견되었다.[221] 요한나가 유대에서 다섯 번째로 인기 있는 여성 이름이었기 때문에, 이것이 같은 요안나인지는 불분명하다.[222]
- 리사니아스는 루가(3:1)에 따르면 기원후 28년경 아빌라의 분봉왕이었다. 요세푸스는 기원전 36년에 처형된 아빌라의 리사니아스만을 언급하기 때문에 일부 학자들은 이를 루가의 오류로 간주했다. 그러나 아빌라에서 발견된 한 비문은 기원후 14-29년으로 잠정적으로 추정되며, 이후 리사니아스라는 분봉왕의 존재를 기록하는 것으로 보인다.[223][224]
- 세루기오 바울로는 바울로가 기원후 46-48년경 키프로스를 방문했을 때 키프로스의 총독이었다.[225] 이 이름의 여러 개인이 확인되었지만, 확실한 동일시는 할 수 없다. 그러나 클라우디우스 통치(기원후 41-54년) 동안 키프로스의 총독이었던 퀸투스 세루기오 바울로는 루가의 기록의 시기와 맥락과 양립 가능하다.[225][226]
- 튜다. 튜다에 대한 유일한 언급은 연대기적 문제를 제기한다. 사도행전에서 가마리엘은 산헤드린의 일원으로서 튜다를 언급하며 사도들을 변호한다(사도행전 5:36–8). 문제는 여기서 튜다의 봉기가 갈릴래아의 유다의 봉기보다 앞서 일어났다고 하는데, 갈릴래아의 유다의 봉기는 과세 시기 (기원후 6-7년경)로 거슬러 올라간다는 것이다. 반면 요세푸스는 튜다가 45세 또는 46세였다고 말하는데, 이는 가마리엘이 말하는 시점보다 한참 뒤이며, 갈릴래아의 유다의 봉기보다도 한참 뒤이다.

## 같이 보기
- 성서고고학
- 성경 인물
- 예수의 연대학
- 역사적 성경해석
- 성경에 중요한 유물 목록
- 아브라함 종교 인물 매장지 목록
- 성경과 쿠란에 모두 나오는 인물 목록

## 참고 문헌
1. ↑  Davies, Philip R., In Search of Ancient Israel: A Study in Biblical Origins, Bloomsbury T&T Clark, 2015, p. 48.
2. 1 2  Kelle, Brad E., Ancient Israel at War 853–586 BC, Osprey Publishing, 2007, pp. 8–9
3. ↑  De Breucker, Geert, in The Oxford Handbook of Cuneiform Culture, edited by Karen Radner, Eleanor Robson, Oxford University Press, 2011, p. 643
4. ↑  Kalimi, Isaac; Richardson, Seth (ed), Sennacherib at the Gates of Jerusalem, Brill, 2014, p. 45
5. ↑  Rainey, Anson F. "Stones for Bread: Archaeology versus History". Near Eastern Archaeology, Vol. 64, No. 3 (September 2001), pp. 140–149
6. ↑  Lawson Younger, K. "Kurkh Monolith". In Hallo, 2000, Vol. II p. 263
7. ↑  Galil, G., The Chronology of the Kings of Israel and Judah, Brill, 1996, p. 67
8. 1 2  Deutsch, Robert. "First Impression: What We Learn from King Ahaz's Seal". Biblical Archaeology Review, July 1998, pp. 54–56, 62
9. 1 2  Heilpern, Will (2015년 12월 4일). “Biblical King's seal discovered in dump site”. CNN. 2016년 5월 3일에 확인함.
10. 1 2 3  Dever, William G. (2017). 《Beyond the Texts: An Archaeological Portrait of Ancient Israel and Judah》. SBL Press. 492쪽. ISBN 9780884142171.
11. 1 2 3  Irvine, Stuart A. (2002). 〈The rise of the House of Jehu〉.   Dearman, J. Andrew; Graham, M. Patrick. 《The Land that I Will Show You: Essays on the History and Archaeology of the Ancient Near East in Honor of J. Maxwell Miller》. A&C Black. 113–115쪽. ISBN 9780567355805.
12. ↑  "The palace of Apries", University College London, 2002
13. ↑  Petrie, W. M. Flinders & Walker, J. H. (1909). The palace of Apries (Memphis II). School of Archaeology in Egypt, University College.
14. ↑  Wolfram Grajetzki, Stephen Quirke, and Narushige Shiode (2000). Digital Egypt for Universities. University College London.
15. ↑  Rogerson, John William; Davies, Philip R. (2005). The Old Testament world. Continuum International, 2005, p. 89.
16. ↑  Dunn, James D. G. and Rogerson, John William (2003). Eerdmans commentary on the Bible. Wm. B. Eerdmans. "Artaxerxes": p. 321; "Pauline epistles": p. 1274
17. ↑  Thucydides. History of the Peloponnesian War. Translated by Thomas Hobbes, Book 1, Chapter 137
18. ↑  Lewis, D. M. and Boardman, John (1988). The Cambridge ancient history, Volume IV. Cambridge University Press. p. 149.
19. 1 2  Coogan et al., 2010, p. 673
20. ↑  Oppenheim, A. L. in Pritchard 1969, pp. 294–301
21. ↑  Harper, P. O.; Aruz, J.; Tallon, F. (1992). The Royal City of Susa: Ancient Near Eastern Treasures in the Louvre. Metropolitan Museum of Art. p. 270.
22. ↑  Nabonidus Cylinder translation by Paul-Alain Beaulieu, author of The Reign of Nabonidus, King of Babylon 556–539 BC (1989).
23. ↑  Oppenheim, A. L. in Pritchard 1969, p. 313
24. 1 2  Geoffrey W. Bromiley International Standard Bible Encyclopedia: A–D. "Agrippa": p. 42; "Ben-Hadad III": p. 459
25. ↑  Translation by Irving Finkel, at the British Museum
26. ↑  Berlin, Adele and Brettler, Marc Zvi (2004). The Jewish Study Bible. Oxford University Press. p. 1243.
27. ↑  Stead, Michael R. and Raine, John W. (2009). The Intertextuality of Zechariah 1–8. Continuum International. p. 40.
28. ↑  Oppenheim, A. L. in Pritchard 1969, pp. 289–301
29. 1 2  Thompson, R. Campbell (1931). The prisms of Esarhaddon and Ashurbanipal found at Nineveh. Oxford University Press. pp. 9, 25.
30. ↑  Barton, George A. (1917). Archæology and the Bible. American Sunday-school Union. p. 381.
31. ↑  Beaulieu, Paul-Alain (2003). The pantheon of Uruk during the neo-Babylonian period. Brill. pp. 151, 329.
32. 1 2  The Black Obelisk at the British Museum. Translation adapted by K. C. Hanson from Luckenbill, Daniel David (1927). Ancient Records of Assyria and Babylonia. Vol. 1. Chicago: University of Chicago Press.
33. ↑  Hagelia, Hallvard (January 2004). "The First Dissertation of the Tel Dan Inscription". Scandinavian Journal of the Old Testament. Volume 18, Issue 1, p. 136
34. ↑  Oppenheim, A. L. in Pritchard 1969, pp. 287–288
35. ↑  Cross, Frank Moore (March–April 1999). "King Hezekiah's Seal Bears Phoenician Imagery". Biblical Archaeology Review.
36. 1 2 3  Schneider, Tsvi, "Six Biblical Signatures: Seals and seal impressions of six biblical personages recovered", Biblical Archaeology Review, July/August 1991
37. ↑  Josette Elayi, New Light on the Identification of the Seal of Priest Hanan, son of Hilqiyahu (2 Kings 22), Bibliotheca Orientalis, 5/6, September–November 1992, 680–685.
38. 1 2  Oppenheim, A. L. in Pritchard 1969, p. 284
39. ↑  Tetley, M. Christine (2005). The reconstructed chronology of the Divided Kingdom. Eisenbrauns. p. 99.
40. ↑  Bryce, Trevor (2009). The Routledge Handbook of The People and Places of Ancient Western Asia: The Near East from the Earky Bronze Age to the fall of the Persians Empire. Routledge. p. 342
41. ↑  
 Wiseman, D. J. (1991). Nebuchadrezzar and Babylon. Oxford University Press. pp. 81–82.
42. ↑  Boardman, John, The Cambridge ancient history, Vol. 3 Part 1, p. 501
43. 1 2 3  Ginsburg, H. L. in Pritchard 1969, p. 492
44. ↑  Oppenheim, A. L. in Pritchard 1969, p. 291
45. ↑  "The Annals of Tiglath-pileser". Livius.org. Translation into English by Leo Oppenheim. Quote: "I [Tiglath Pileser III] received tribute from... Menahem of Samaria...gold, silver, ..."
46. ↑  Oppenheim, A. L. in Pritchard 1969, p. 283
47. 1 2  The Mesha Stele at the Louvre. Translation by K. C. Hanson (adapted from Albright 1969:320–21).
48. ↑  Birch, Samuel and Sayce, A. H. (1873). "Records of the past: being English translations of the Ancient monuments of Egypt and western Asia". Society of Biblical Archaeology. p. 13.
49. ↑  *The Ishtar Gate", translation from Joachim Marzahn, The Ishtar Gate, The Processional Way, The New Year Festival of Babylon. Mainz am Rhein, Germany: Philipp von Zaubern, 1995.
50. ↑  Boardman, John. The Cambridge ancient history. Vol. III Part 2. p. 408.
51. ↑  Lipschitz, Oded (2005). The Fall and Rise of Jerusalem: Judah Under Babylonian Rule. Eisenbrauns. p. 80
52. ↑  Greenspoon, Leonard (November 2007). 《Recording of Gold Delivery by the Chief Eunuch of Nebuchadnezzar II》. 《Biblical Archaeology Review》 33. 18쪽.
53. ↑  《Nabu-sharrussu-ukin, You Say?》. 《British Heritage》 28. January 2008. 8쪽. 2016년 3월 3일에 원본 문서에서 보존된 문서. 2015년 1월 25일에 확인함.
54. ↑  Oppenheim, A. L. in Pritchard 1969, p. 297
55. ↑  Lemche, Niels Peter (2008). 《The Old Testament Between Theology and History: A Critical Survey》. Westminster John Knox Press. 147–148쪽. ISBN 9780664232450.
56. ↑  Davies, Philip R. (1995). 《In Search of "Ancient Israel": A Study in Biblical Origins》. A&C Black. 64쪽. ISBN 9781850757375.
57. ↑  Edwards (1982), 576쪽
58. ↑  Schneider (1985), 261–263쪽
59. ↑  Mitchell (1991), 345쪽
60. ↑  Kitchen (1996), 333ff, 463–464쪽
61. ↑  Patterson (2003), 196–197쪽
62. ↑  Clayton (2006), 182–183쪽
63. ↑  Dodson (2014), 9쪽
64. ↑  Theis (2020), 107–113쪽
65. ↑  Grabbe, Lester L. (2007). Ancient Israel: What Do We Know and How Do We Know It? New York: T&T Clark. p. 134
66. ↑  Vanderkam, James C. (2001). An introduction to early Judaism. Wm. B. Eerdmans. p. 7.
67. ↑  ""The Annals of Sargon" 보관됨 2015-06-19 - 웨이백 머신. Excerpted from "Great Inscription in the Palace of Khorsabad", tr. Julius Oppert, in Records of the Past, vol. 9. London: Samuel Bagster and Sons, 1877. pp. 3–20.
68. ↑  Reade, Julian (October 1975). "Sources for Sennacherib: The Prisms". Journal of Cuneiform Studies, Vol. 27, No. 4. pp. 189–196
69. ↑  Lipiński, Edward et al. (1995). Immigration and emigration within the ancient Near East. Peeters Publishers & Department of Oriental Studies, Leuven. pp. 36–41, 48.
70. ↑  Luckenbill, D. D. (April 1925). "The First Inscription of Shalmaneser V". The American Journal of Semitic Languages and Literature, Vol. 41, No. 3. pp. 162–164.
71. ↑  Grabbe, Lester L., Israel in transition: from late Bronze II to Iron IIa (c. 1250–850 B.C.E.), Continuum International Publishing Group, 2010, p. 84
72. ↑  Coogan et al., 2010, p. 1016
73. ↑  Thomason, Allison Karmel (2004). "From Sennacherib's Bronzes to Taharqa's Feet: Conceptions of the Material World at Nineveh". Vol. 66. Papers of the 49th Rencontre Assriologique Internationale, Part One. pp. 151–162
74. ↑  Coogan et al., 2010, p. 674
75. ↑  Briant, Pierre (2002). From Cyrus to Alexander: A History of the Persian Empire. Eisenbrauns. p. 487.
76. ↑  Oppenheim, A. L. and Rosenthal, F. in Pritchard 1969, pp. 282–284, 655
77. ↑  Mykytiuk, Lawrence J. (2004). 《Identifying Biblical Persons in Northwest Semitic Inscriptions of 1200–539 B.C.E.》. Atlanta: 성서학회. 153–159, 219쪽. ISBN 978-1-589-83062-2.
78. ↑  Fensham, Frank Charles (1982). The books of Ezra and Nehemiah. Eerdmans. p. 69.
79. ↑  Briant, Pierre (2006). From Cyrus to Alexander: A History of the Persian Empire. Eisenbrauns, 2006, p. 554.
80. ↑  Bar-Kochva, Bezalel (1989). 《Judas Maccabaeus: The Jewish Struggle Against the Seleucids》. Cambridge University Press. 190–193쪽. ISBN 0-521-32352-5.
81. ↑  Schwartz, Daniel R. (2008). 2 Maccabees. Walter de Gruyter. p. 13
82. ↑  폴리비오스, Book 33 Chapter 18
83. 1 2  Worthington, Ian, Alexander the Great: Man and God, Routledge, 2014, p. 66
84. 1 2  Aeschines, 3.219 Against Ctesiphon
85. ↑  Mørkholm, O., Grierson, P.,, and Westermark, U. (1991). Early Hellenistic Coinage from the Accession of Alexander to the Peace of Apamaea (336–188 BC). Cambridge University Press. p. 42.
86. ↑  Scolnic, Benjamin Edidin (2010). Judaism Defined: Mattathias and the Destiny of His People. University Press of America. p. 226.
87. ↑  폴리비오스, Book 1 Chapter 3
88. ↑  British Museum, # HPB, p150.1.C (in online collection)
89. ↑  Champion, Craige B. (2004). Cultural Politics in Polybius’s Histories. University of California Press. p. 188.
90. ↑  폴리비오스, Book 31 Chapter 21
91. ↑  British Museum, # TC, p203.2.AntIV (in online collection)
92. ↑  Grainger, John D. (1997). A Seleukid Prosopography and Gazetteer. Brill. p. 28. Citing Orientis Graeci Inscriptiones Selectae 252
93. ↑  British Museum, # 1995,0605.73 (in online collection)
94. ↑  Bartlett, J. R. (1973). The First and Second Books of the Maccabees. Cambridge University Press. p. 158.
95. ↑  Bing, D. and Sievers, J. "Antiochus VI". Encyclopædia Iranica. Retrieved 12 January 2016.
96. 1 2  Astin, A. E. (1989). The Cambridge Ancient History. Volume 8. Cambridge University Press. p. 369.
97. ↑  폴리비오스, Book 21 Chapter 47
98. ↑  Goodman, Martin; Barton, John; and Muddiman, John (eds.). The Oxford Bible Commentary: The Apocrypha. Oxford University Press, 2001. p. 158.
99. 1 2  Gera, Dov (1998). Judaea and Mediterranean Politics: 219 to 161 B.C.E. Brill. p. 12.
100. ↑  Cyrus takes Babylon (530 BCE) (Livius.org)
101. 1 2  Coogan et al., 2010, p. 1592
102. ↑  Gruen, Erich S. (1986). The Hellenistic World and the Coming of Rome. Volume 1. University of California Press, 1986. p. 573. Citing 폴리비오스, Book 30 Chapter 1
103. ↑  Kosmin, Paul J. (2014). 《The Land of the Elephant Kings: Space, Territory, and Ideology in Seleucid Empire》. 하버드 대학교 출판부. 135쪽. ISBN 978-0-674-72882-0. The ancient source cited is Josephus's 유대 고대사.
104. 1 2  Salisbury, Joyce E. (2001). Encyclopedia of Women in the Ancient World. ABC-CLIO. pp. 55–57.
105. ↑  Folmer, M. L. (1995). The Aramaic Language in the Achaemenid Period: A Study in Linguistic Variation. Peeters Publishers. pp. 27–28.
106. ↑  Astin, A. E. (1989). The Cambridge Ancient History. Volume 8. Cambridge University Press. p. 358.
107. ↑  Coogan et al., 2010, p. 1574
108. ↑  폴리비오스, Book 31 Chapter 19
109. 1 2  Rahim Shayegan, M. (2011). Arsacids and Sasanians: Political Ideology in Post-Hellenistic and Late Antique Persia. Cambridge University Press. p. 68.
110. ↑  Jonnes, L. and Ricl, M. (1997). A New Royal Inscription from Phrygia Paroreios: Eumenes II Grants Tryriaion the Status of a Polis. Epigraphica Anatolica. 1997, pp. 4–9.
111. ↑  Geoffrey W. Bromiley (1982). International Standard Bible Encyclopedia. Wm. B. Eerdmans. pp. 199–200. Citing 폴리비오스, Book 21 Chapter 45
112. ↑  Schwartz, Daniel R. (2008). 2 Maccabees. Walter de Gruyter. p. 192. Citing Orientis Graeci Inscriptiones Selectae 247
113. ↑  Coogan et al., 2010, p. 1604
114. ↑  Coogan et al., 2010, p. 1576
115. ↑  Thompson, Thomas L. and Wajdenbaum, Philippe (2014). The Bible and Hellenism: Greek Influence on Jewish and Early Christian Literature. Routledge. p. 203.
116. ↑  British Museum, # 1968,1207.9 (in online collection)
117. ↑  Warry, John (1991). Alexander 334–323 BC: Conquest of the Persian Empire. Osprey. p. 8.
118. ↑  British Museum, # 1896,0703.195 (in online collection)
119. ↑  폴리비오스, Book 4 Chapter 22
120. ↑  Gera, Dov (1998). Judaea and Mediterranean Politics: 219 to 161 B.C.E. Brill. p. 12. Citing Orientis Graeci Inscriptiones Selectae 760
121. ↑  폴리비오스, Book 39 Chapter 18
122. ↑  Antiquities, B. XII, Chr. 4  § 10
123. ↑  Grabbe, Lester L., An Introduction to First Century Judaism: Jewish Religion and History in the Second Temple Period, A&C Black, 1996, p. 22
124. ↑  Millar, Fergus, The Roman Near East, 31 BC–AD 337, Harvard University Press, 1993, p. 70
125. ↑  Feldman, Louis H., Josephus, the Bible, and History, Brill, 1989, p. 18
126. ↑  Antiquities, Book XVIII Chr. 5 § 2
127. ↑  Augustus (Roman Emperor) in the Encyclopædia Britannica
128. ↑  Josephus, Antiquities of the Jews, Book 18, Chapters 33-35-95-97
129. 1 2  Metzger, Bruce M.; Coogan, Michael, 편집. (1993). 《Oxford Companion to the Bible》. Oxford, England: 옥스퍼드 대학교 출판부. 97쪽. ISBN 978-0195046458.
130. ↑  Specter, Michael (1992년 8월 14일). “Tomb May Hold the Bones Of Priest Who Judged Jesus”. 《뉴욕 타임스》 (New York City). 2019년 1월 11일에 확인함.
131. ↑  Gil Ronen (2011년 6월 29일). “Caiaphas Ossuary is Authentic”. 《이스라엘 내셔널 뉴스》 (베이트 엘, 웨스트 뱅크). 2024년 10월 8일에 확인함.
132. ↑  Charlesworth, James H. (2006). 《Jesus and archaeology》. Grand Rapids, Michigan: 윌리엄 B. 이어드만스 출판사. 323–329쪽. ISBN 978-0802848802.
133. 1 2  Antiquities, B. XVII, Chr. 8, § 1
134. ↑  Flavius Josephus, Wars of the Jews, translated by William Whiston, Book 2, Chr. 6, Par. 3
135. ↑  “Flavius Josephus, Antiquities of the Jews 18.118”. 《lexundria.com》. 2024년 7월 9일에 확인함.
136. 1 2 3  Kanael, Baruch Ancient Jewish Coins and Their Historical Importance in The Biblical Archaeologist Vol. 26, No. 2 (May, 1963), p. 52
137. ↑  Toher, Mark, in Herod and Augustus: Papers Presented at the IJS Conference, 21st-23rd June 2005 (edited by Jacobson, David M. & Kokkinos, Nikos), Brill, 2009, p. 71
138. ↑  Nicolaus of Damascus, Autobiography,  translated by C.M.Hall, fragment 134
139. 1 2  Antiquities, B. XVIII Chr. 5 § 4
140. ↑  Hoehner, Harold W., Herod Antipas: A Contemporary of Jesus Christ, Zondervan, 1980, pp. 133–134
141. ↑  Antiquities, Book 20, Chapter 9
142. ↑  Antiquities, Book 18, Chapter 3; Book 20, Chapter 9
143. ↑  Annals, Book 15, Chapter 44
144. ↑  Antiquities, Book 18, Chapter 5
145. ↑  “Tomb of Apostle Philip Found”. biblicalarchaeology.org. 2014년 8월 16일. 2015년 9월 1일에 확인함.
146. ↑  Antiquities, B. XVII, Chr. 11 § 4
147. ↑  Myers, E. A., The Ituraeans and the Roman Near East: Reassessing the Sources , Cambridge University Press 2010, p. 111
148. 1 2  Freedman, D.N. (ed), Eerdmans Dictionary of the Bible , Wm. B. Eerdmans 2000, Philip the Tetrarch: p. 584, Nergal-Sharezer: p. 959
149. ↑  Taylor, Joan E., Pontius Pilate and the Imperial Cult in Roman Judaea in New Testament Studies, 52:564–565, Cambridge University Press 2006
150. ↑  Pilate Stone, translation by K. C. Hanson & Douglas E. Oakman
151. 1 2  Antiquities, B. XVIII Chr. 1 § 1
152. ↑  Levick, Barbara, The Government of the Roman Empire: A Sourcebook , 2nd ed. Routledge 2000, p. 75
153. ↑  "Salome" in the Encyclopædia Britannica
154. 1 2  Letter to the Corinthians (Clement)
155. ↑  From the exposition of the oracles of the Lord.
156. 1 2  The Epistle of Ignatius to the Romans
157. ↑  The Epistle of Ignatius to the Smyrnaeans
158. ↑  Marcus Velleius Paterculus, Roman History, Book 2, Chr. 122
159. ↑  Antiquities, B. XX Chr. 5 § 2
160. 1 2 3 4  Antiquities, B. XX Chr. 7
161. ↑  Gaius Suetonius Tranquillus, 황제전, translated by J. C. Rolfe, Book V, par. 28
162. ↑  Cornelius Tacitus, Annals, translated by Alfred John Church and William Jackson Brodribb, Book XII Chr. 54
163. ↑  Cate, Robert L., One Untimely Born: The Life and Ministry of the Apostle Paul, Mercer University Press, 2006, p. 117, 120
164. ↑  Antiquities, B. XVIII Chr. 5 § 1
165. ↑  Healey, John F., Textbook of Syrian Semitic Inscriptions, Volume IV: Aramaic Inscriptions and Documents of the Roman Period, Oxford University Press 2009, pp. 55–57, 77–79, etc.
166. ↑  Galil, Gershon & Weinfeld, Moshe, Studies in Historical Geography and Biblical Historiography: Presented to Zechariah Kallai (Supplements to Vetus Testamentum), Brill Academic Publishers 2000, p. 85
167. ↑  Cornelius Tacitus, The Histories, translated by Alfred John Church and William Jackson Brodribb, Book II, par. 2
168. ↑  Burgers, P., Coinage and State Expenditure: The Reign of Claudius AD 41–54  in Historia: Zeitschrift für Alte Geschichte Vol. 50, No. 1 (1st Qtr., 2001), pp. 96–114
169. ↑  Borgen, Peder, Early Christianity and Hellenistic Judaism, T&T Clark, 1998, p. 55
170. ↑  Lucius Annaeus Seneca, Letter 104 from Epistulae Morales ad Lucilium, translation by Richard M. Gummere
171. ↑  Tiberius Claudius Caesar Augustus Germanicus, Gallio Inscription 보관됨 2011-05-18 - 웨이백 머신, translation by K. C. Hanson (adapted from Conzelmann and Fitzmyer).
172. ↑  Flavius Josephus, The Life of Flavius Josephus, translated by William Whiston, paragraph 38.
173. ↑  Gamaliel I in the Jewish Encyclopedia
174. ↑  Antiquities, B. XVIII Chr. 6 § 1
175. ↑  Bruce, F.F. The Book of Acts (revised), part of The New international commentary on the New Testament, Wm. B. Eerdmans, 1988
176. ↑  Kinman, Brent, Jesus' Entry Into Jerusalem: In the Context of Lukan Theology and the Politics of His Days, BRILL, 1995, p. 18
177. ↑  Coinweek - NGC Ancients: Roman Coinage of Emperor Nero
178. ↑  St Paul
179. ↑  St. Polycarp
180. ↑  The Epistle of Ignatius to the Ephesians
181. ↑  Antiquities, Book XX, Chr. 8, § 9
182. ↑  Yamazaki-Ransom, K., The Roman Empire in Luke's Narrative, Continuum, 2010, p. 145
183. ↑  van der Veen, P.; Deutsch, R. (2014). 《The Bulla of 'Amaryahu Son of the King, the ancestor of the prophet Zephaniah》. 《Transeuphratène》. J. Elayi – J.-M. Durand (eds.). Bible et Proche-Orient. Mélanges André Lemaire. 3 vol. (Transeuphratène 46) 46 (Paris). 121–132 (with Pls. 9–10)쪽. ISSN 0996-5904.
184. ↑  Heltzer, Michael, THE SEAL OF ˓AŚAYĀHŪ. In Hallo, 2000, Vol. II p. 204
185. ↑  Avigad, Nahman (1997). 《Corpus of West Semitic Stamp Seals》 2판. Institute of Archaeology, the Hebrew University of Jerusalem. 237쪽. ISBN 978-9652081384.; WSS 90, published by the Israel Academy of Sciences & Humanities
186. ↑  Grabbe, Lester L., Can a 'History of Israel' Be Written?, Continuum International, 1997, pp. 80–82
187. ↑  Mykytiuk, Lawrence J., Identifying Biblical persons in Northwest Semitic inscriptions of 1200-539 B.C.E., Society of Biblical Literature, 2004, Baalis: p. 242 ; Jeroboam: p. 136
188. ↑  Albright, W. F. (October 1942). 《A Votive Stele Erected by Ben-Hadad I of Damascus to the God Melcarth》. 《Bulletin of the American Schools of Oriental Research》 87. 23–29쪽. doi:10.2307/1355460. JSTOR 1355460. S2CID 163203878.
189. ↑  Kitchen, K. A. (2006). 《On the Reliability of the Old Testament》. Wm. B. Eerdmans Publishing. ISBN 978-0-8028-0396-2.
190. ↑  Xenophon of Athens, Hellenica, Book 1, Chapter 2
191. ↑  VanderKam, James C., From revelation to canon: studies in the Hebrew Bible and Second Temple literature, Volume 2000, Brill, 2002, p. 181
192. ↑  Freedman, David N., The Unity of the Hebrew Bible, University of Michigan Press, 1993, p. 93
193. ↑  Wright, G. Ernest, Some Personal Seals of Judean Royal Officials  in The Biblical Archaeologist, Vol. 1, No. 2 (May, 1938), pp. 10–12
194. ↑  Unique biblical discovery at City of David excavation site , Israel Ministry of Foreign affairs; 18-Aug-2008. Retrieved 2009-11-16
195. ↑  Ogden, D. Kelly Bulla *2 "To Gemaryahu ben Shaphan", published by Brigham Young University. Dept. of Religious Education
196. ↑  Wright, G. Ernest Judean Lachish in The Biblical Archaeologist, Vol. 18, No. 1 (Feb., 1955), pp. 9–17
197. ↑  Mazar, Eilat. Is This the "Prophet Isaiah’s Signature?" Biblical Archaeology Review 44:2, March/April May/June 2018.
198. ↑  In find of biblical proportions, seal of Prophet Isaiah said found in Jerusalem. By Amanda Borschel-Dan. The Times of Israel. 22 February 2018. Quote: "Chanced upon near a seal identified with King Hezekiah, a tiny clay piece may be the first-ever proof of the prophet, though a missing letter leaves room for doubt."
199. ↑  "Isaiah’s Signature Uncovered in Jerusalem: Evidence of the prophet Isaiah?" By Megan Sauter. Bible History Daily. Biblical Archeology Society. 22 Feb 2018. Quote by Mazar: "Because the bulla has been slightly damaged at end of the word nvy, it is not known if it originally ended with the Hebrew letter aleph, which would have resulted in the Hebrew word for "prophet" and would have definitively identified the seal as the signature of the prophet Isaiah. The absence of this final letter, however, requires that we leave open the possibility that it could just be the name Navi. The name of Isaiah, however, is clear."
200. ↑  Clay seal connects to Bible in The Washington Times, Wednesday, October 1, 2008
201. ↑  Avigad, Nahman, Baruch the Scribe and Jerahmeel the King's Son  in The Biblical Archaeologist, Vol. 42, No. 2 (Spring, 1979), pp. 114–118
202. ↑  Korpel, Marjo C.A., Scholars Debate “Jezebel” Seal, Biblical Archaeology Review
203. ↑  Albright, W. F. in Pritchard 1969, p. 569
204. ↑  Weiss, Bari. "The Story Behind a 2,600-Year-Old Seal
Who was Natan-Melech, the king's servant?" New York Times. March 30, 2019
205. ↑  2,600-year old seal discovered in City of David. Jerusalem Post. April 1, 2019
206. ↑  The Chronicle Concerning Year Three of Neriglissar, translation adapted from A. K. Grayson & Jean-Jacques Glassner
207. ↑  Deutsch, Robert, Tracking Down Shebnayahu, Servant of the King in Biblical Archaeology Review May/Jun 2009
208. ↑  Cataldo, Jeremiah W. (2009). A Theocratic Yehud?: Issues of Government in a Persian Province. Bloomsbury Publishing USA. p. 91. ISBN 978-0-567-54223-6.
209. ↑  Steitler, Charles (2010). 《The Biblical King Toi of Ḥamath and the Late Hittite State "P/Walas(a)tin"》. 《Bibische Notizen》. 95쪽.
210. ↑  The History of King David in Light of New Epigraphic and Archeological Data, (link), website of University of Haifa, citing publications by 게르숀 갈릴 from 2013-2014
211. ↑  Simon, Zsolt (2014). 〈Remarks on the Anatolian Background of the Tel Reḥov Bees and the Historical Geography of the Luwian States in the 10th c. BC〉.   Csabai, Zoltán. 《Studies in Economic and Social History of the Ancient Near East in Memory of Péter Vargyas》. 페치 대학교, Department of Ancient History. 724–725쪽. ISBN 9789632367958.
212. ↑  Day, John In search of pre-exilic Israel: proceedings of the Oxford Old Testament Seminar p. 376
213. 1 2 3  Oshima, Takayoshi (2017). 〈How Mesopotamian was Ahiqar the Wise? A Search for Ahiqar in Cuneiform Texts〉.   Berlejung, Angelika; Maeir, Aren M.; Schüle, Andreas. 《Wandering Arameans: Arameans Outside Syria: Textual and Archaeological Perspectives》. Harrassowitz Verlag. 141–167쪽. ISBN 978-3-447-10727-3.
214. ↑  Healey, John F., The Religion of the Nabataeans: A Conspectus, Brill, 2001, p. 29
215. ↑  Avigad, N. (1962). 《A Depository of Inscribed Ossuaries in the Kidron Valley》. 《이스라엘 탐사 저널》 (영어) 12. 1–12쪽. ISSN 0021-2059. JSTOR 27924877. LCCN 53036113. OL 32001168M. 2022년 3월 27일에 확인함.
216. ↑  Evans, Craig A. (2006). 〈Excavating Caiaphas, Pilate, and Simon of Cyrene〉.   Charlesworth, James H. 《Jesus and Archaeology》 (영어). 윌리엄 B. 이어드만스 출판사. 338쪽. ISBN 0-8028-4880-X. OCLC 1302072225. OL 7904215M. 2022년 3월 27일에 확인함 – 인터넷 아카이브 경유.
217. ↑  Vanderkam, James C., in The Continuum History of Apocalypticism  (edited by McGinn, Bernard J.; Collins, John J.; Stein, Stephen J.), Continuum, 2003, p. 133
218. ↑  Frankfurter, David, Pilgrimage and Holy Space in Late Antique Egypt , Brill, 1998, p. 206
219. ↑  “PH209961”. 《Searchable Greek Inscriptions》. The Packard Humanities Institute. 2012년 5월 18일에 확인함. Inscription: 라틴어: ERASTVS. PRO. AED. S. P. STRAVIT, abbreviated for ERASTUS PRO AEDILITATE SUA PECUNIA STRAVIT.
220. ↑  Gill, David W. J. (1989). 《Erastus The Aedile》. 《Tyndale Bulletin》 40. 298쪽. doi:10.53751/001c.30545.
221. ↑  D. Barag and D. Flusser, The Ossuary of Yehohanah Granddaughter of the High Priest Theophilus, Israel Exploration Journal, 36 (1986), 39–44.
222. ↑  Richard Bauckham, Gospel Women: Studies of the Named Women in the Gospels (Grand Rapids, MI: Eerdmans, 2002), 143
223. ↑  Kerr, C. M., International Standard Bible Encyclopedia, Wm. B. Eerdmans 1939, entry Lysanias
224. ↑  Morris, Leon, Luke: an introduction and commentary  Wm. B. Eerdmans 1988, p. 28
225. 1 2  Gill, David W. J. (ed.) & Gempf, Conrad (ed.), The Book of Acts in Its Graeco-Roman Setting  Wm. B. Eerdmans 1994, p. 282
226. ↑  Bromiley, Geoffrey W. (ed.), The International Standard Bible Encyclopedia Vol. III: K–P  Wm. B. Eerdmans 1986, pp. 729–730 (entry Paulus, Sergius)

## 참고 자료
- Clayton, Peter A. (2006). 《Chronicle of the Pharaohs: The Reign-by-Reign Record of the Rulers and Dynasties of Ancient Egypt》. London: Thames & Hudson. ISBN 0-500-28628-0.
- Coogan, M. D.; Brettler, M. Z.; Newsom, C. A.;  외., 편집. (2010). 《The New Oxford Annotated Bible with the Apocrypha》 4판. 옥스퍼드 대학교 출판부. ISBN 9780195289602.
- Dodson, Aidan (2014). 〈The Coming of the Kushites and the Identity of Osorkon IV〉.   Pischikova, Elena. 《Thebes in the First Millennium BC PDF》. Cambridge Scholars publishing. 6–12쪽. ISBN 978-1-4438-5404-7. 2016년 8월 2일에 원본 문서에서 보존된 문서. 2014년 6월 21일에 확인함.
- Edwards, I.E.S. (1982). 〈Egypt: from the Twenty-second to the Twenty-fourth Dynasty〉.   Edwards, I.E.S. 《The Cambridge Ancient History (2nd ed.), vol. III, part 1》. Cambridge University Press. 534–581쪽. ISBN 0-521-22496-9.
- Hallo, William W., 편집. (1997–2002). 《The Context of Scripture》. Brill. ISBN 9789004131057. OCLC 902087326. (3 Volumes)
- Flavius, Josephus. 《유대 고대사》. 번역 Whiston, William.
- Kitchen, Kenneth A. (1996). 《The Third Intermediate Period in Egypt (1100–650 BC)》. Warminster: Aris & Phillips Limited. 608쪽. ISBN 0-85668-298-5.
- Mitchell, T. C. (1991). 〈Israel and Judah c. 750–700 B.C.〉.   Edwards, I.E.S. 《The Cambridge Ancient History (2nd ed.), vol. III, part 2》. Cambridge University Press. 322–370쪽. ISBN 0-521-22717-8.
- Patterson, Richard D. (2003). 〈The Divided Monarchy: Sources, Approaches, and Historicity〉.   Grisanti, Michel A.; Howard, David M. 《Giving the sense: understanding and using Old Testament historical texts》. Kregel. 179–200쪽. ISBN 978-0-8254-2892-0.
- Polybius. 《역사 (폴리비오스)》. 번역 Shuckburgh, Evelyn Shirley.
- Pritchard, James B., 편집. (1969). 《Ancient Near Eastern Texts Relating to the Old Testament with Supplement》 3d판. Princeton University Press. ISBN 9780691035031. OCLC 5342384.
- Schneider, Hans D. (1985). 〈A royal epigone of the 22nd Dynasty. Two documents of Osorkon IV in Leiden〉. 《Mélanges Gamal Eddin Mokhtar, vol. II》. Institut français d'archéologie orientale du Caire. 261–267쪽.
- Theis, Christoffer (2020). 《Contributions to the Vocabulary of the Old Testament: The Connection of the Name סוֹא with Greek Σηγωρ in 2 Kings 17, 4》. 《Biblica》 101. 107–13쪽.